# Rosa 'Lady Emma Hamilton'
Rosa 'Lady Emma Hamilton' — сорт английских роз.
Регистрационное название: 'AUSbrother'.
Сорт назван в честь леди Эммы Гамильтон — возлюбленной британского адмирала Горацио Нельсона в ознаменование 200-летия Трафальгарской битвы.

## Происхождение
Не раскрыто.
Селекционер: Дэвид Остин, Великобритания, 2005 год.

## Биологическое описание
Шраб, английская роза.
Куст аккуратный, прямостоящий, кустистый, среднерослый. Высота около 120 см. Ширина до 90 см.
Молодые побеги и листья бронзового цвета.
Цветки крупные, махровые, старинной формы. Бутоны тёмно-красные с рыжеватыми мазками, раскрытые цветки от насыщенного мандариново-апельсинового на внутренней стороне лепестков до жёлто-оранжевого на внешней. Лепестков более 41.
Аромат сильный, фруктовый (смесь груши, грейпфрутов и цитрусовых).
Цветение длительное, повторное, в кистях.

## В культуре
Декоративное садовое растение.
Зоны морозостойкости: от 6b (−17,8 °C… −20,6 °C) до более тёплых.
Цветки неустойчивы к затяжным дождям, бутоны могут не раскрываться.